# Giuseppe Baldi
Giuseppe Baldi (Zurigo, 1905 – Reggio Emilia, 29 gennaio 1945) è stato un calciatore italiano, di ruolo portiere.

## Biografia
Fratello maggiore di Adelmo e Fioravante, anch'essi calciatori, era pertanto conosciuto anche come Baldi I. Accusato di aver trattenuto soldi della Resistenza, fu fucilato dai partigiani allo stadio Mirabello.

## Carriera
Giocò in Divisione Nazionale con la Reggiana ed in Serie B con la Reggiana ed il Foggia.

## Palmarès

### Club

#### Competizioni nazionali
- Prima Divisione: 1

Foggia: 1932-1933